# Израильско-коморские отношения
Израильско-коморские отношения — настоящие и исторические международные дипломатические, политические, экономические, военные, культурные и прочие отношения между Государством Израиль и Союзом Коморских Островов.
Коморы является арабской страной, членом Лиги арабских государств и не признаёт Государство Израиль.
По заявлению МИД Израиля в настоящее время (2021 год) между двумя странами нет дипломатических отношений, а Коморские острова прекратили все контакты с Израилем.

## История
После подписания соглашений Осло в 1993 году, президент Коморских островов Саид Мохаммед Джохар обратился к Израилю за экономической помощью в обмен на установление дипломатических отношений и признание Израиля. 10 ноября 1994 года по результатам контактов между приближёнными Джохара и официальными лицами израильского МИДа, было подписано принципиальное соглашение об установлении дипломатических отношений между двумя странами между президентом Коморских островов и Йехудой Ланкри, израильским послом во Франции и официальным представителем МИДа. Соглашение было подписано в Париже, в личном дома Джохара.
По итогам подписания соглашения Джохар надеялся на получение одноразовой выплаты его стране в размере $200 млн. Тогдашний министр иностранных дел Шимон Перес обещал в письме к президенту Джохару, что израильский МИД окажет помощь Коморским островам через программу МАШАВ. После освещения церемонии подписания соглашения в СМИ некоторые арабские страны, такие как Ливия и Иран осудили инициативу президента и вынудили его отказаться от запроса помощи в обмен на финансовую поддержку со своей стороны.
Поскольку Израиль формально не удовлетворил просьбу президента о помощи, коморское правительство отказалось ратифицировать подписанное соглашение об установлении отношений. Израильское посольство на островах так никогда и не открылось.
В марте 2009 года президент Коморских островов Ахмад Абдалла Мухаммад Самби на саммите ЛАГ в Дохе заявил, что израильское правительство обратилось к нему с просьбой об установлении дипломатических отношений между двумя странами и открытии посольства в Морони. После отказа Самби, по его словами, израильские дипломаты предложили ему крупную взятку, от которой он также отказался.
14 мая 2013 года правительство Коморских островов направило иск в генеральную прокуратуру международного суда ООН против Израиля в отношении действий солдат ЦАХАЛа по перехвату флотилии, направлявшейся в Сектор Газа в 2010 году (судно шло под флагом Коморских островов). Через полгода суд заявил, что изучение представленной в информации не оправдывает начало расследования с его стороны. Представители Коморских островов под инициативой Турции обжаловали это решение 29 января 2015 года, апелляция была поддержана в двух инстанциях международного суда. В результате суду было предписано как можно скорее пересмотреть свою позицию. В 2020 году СМИ сообщили, что суд под председательством прокурора Фату Бенсуда отказался возобновлять дело против Израиля за недостатком материала для проведения расследования.
В сентябре 2020 года палестинский министр по социальным делам Ахмед Маджалани заявил, что Коморские острова являются одной из пяти стран, которые ведут переговоры с Израилем по установлению дипломатических отношений (наряду с Оманом, Суданом, Джибути и Мавританией). Из этого списка Судан действительно нормализовал отношения с еврейским государством.
В октябре 2021 года СМИ вновь сообщили о том, что два государства ведут переговоры об установлении дипломатических отношений. Переговоры начались под эгидой США, а затем продолжились на двусторонней основе.
В январе 2022 года портал «Middle East Monitor» со ссылкой на «The Times of Israel» сообщил, что Мальдивы и Коморские острова могут стать следующими странами (после подписания т. н. «Авраамовых соглашений»), с которыми Израиль установит дипломатические отношения.